# Franz Josef Huber (Heimatforscher)

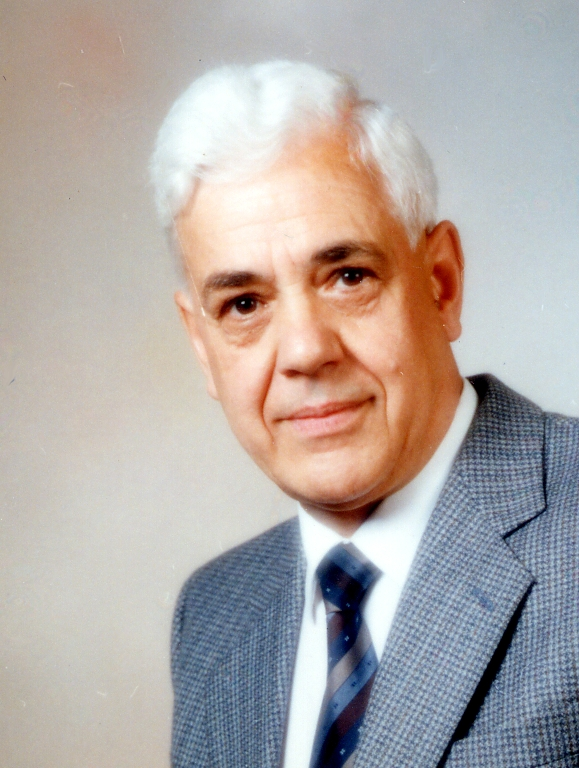
Franz Josef Huber, 2000

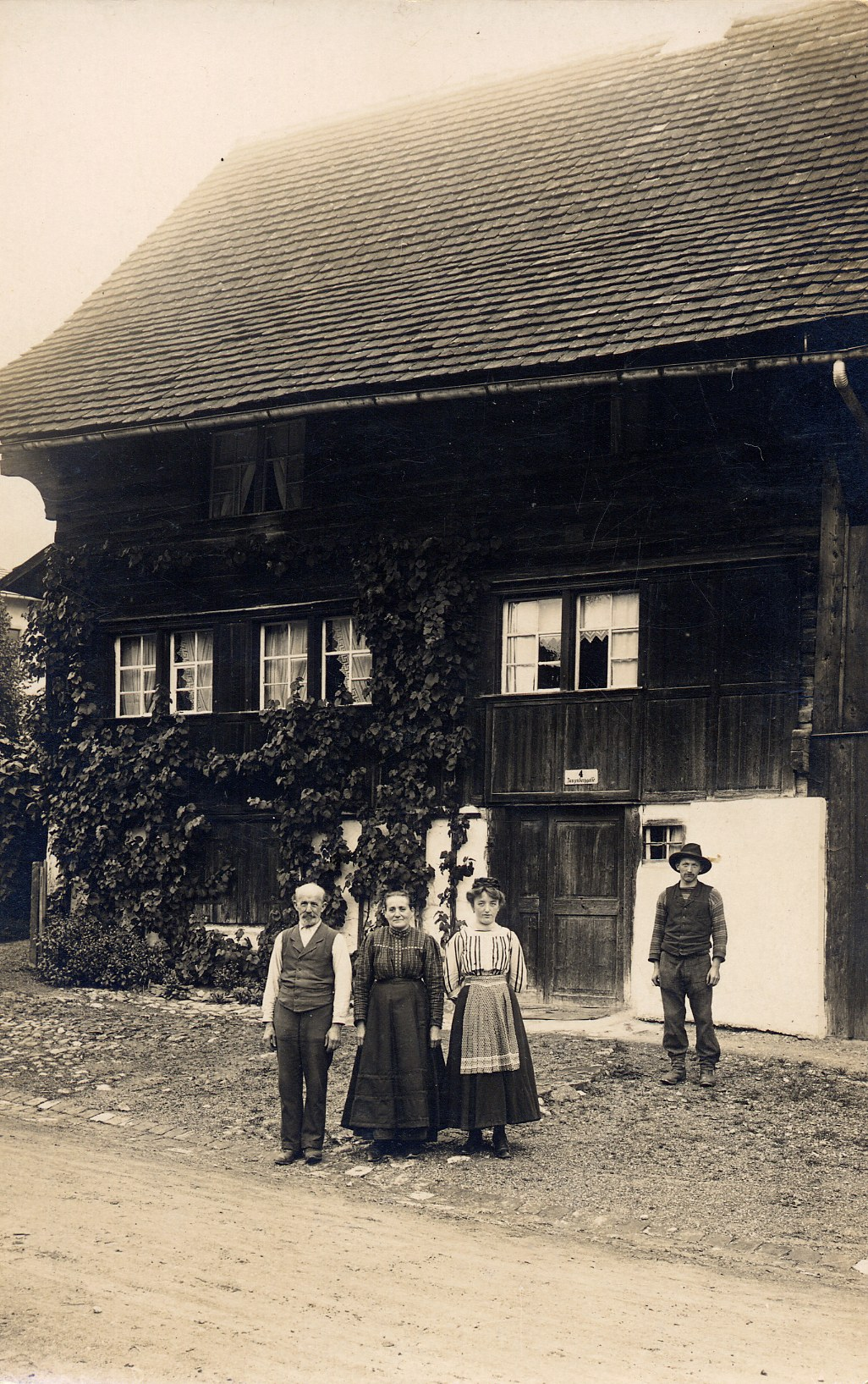
Das Heimathaus Zanzenberg Nr. 4 von F. J. Huber (Taverne zur Geiß) – wurde abgerissen

Franz Josef Huber (* 30. Dezember 1926 in Dornbirn) ist ein österreichischer Elektrotechniker, Erfinder, Buchautor, Burgenforscher und Heimatforscher aus Vorarlberg in Österreich.

## Leben
Franz Josef Huber wurde als Sohn des Ferdinand Huber (* 19. Juni 1888; † 18. Juni 1969), Webermeister, und der Martina Huber-Schwendinger (* 10. November 1900; † 21. Juni 1995), Hausfrau, geboren.
Er besuchte 1933 bis 1935 die Volksschule Dornbirn/Oberdorf, von 1935 bis 1938 die Volksschule Dornbirn/Haselstauden, 1938 bis 1941 die staatliche Oberschule in Dornbirn/Markt und 1941 bis 1944 die Berufsschule in Dornbirn.
Er ist seit 26. April 1952 verheiratet mit Anna Maria Regina (geb. Hug) und aus der Ehe entstammen 3 Kinder (Wolfgang, Irmgard und Elisabeth). Er lebt in Dornbirn in Vorarlberg. Am 26. April 2022 feierte Anna Maria Regina und Franz Josef Huber die Gnadenhochzeit.

## Berufliche Tätigkeit

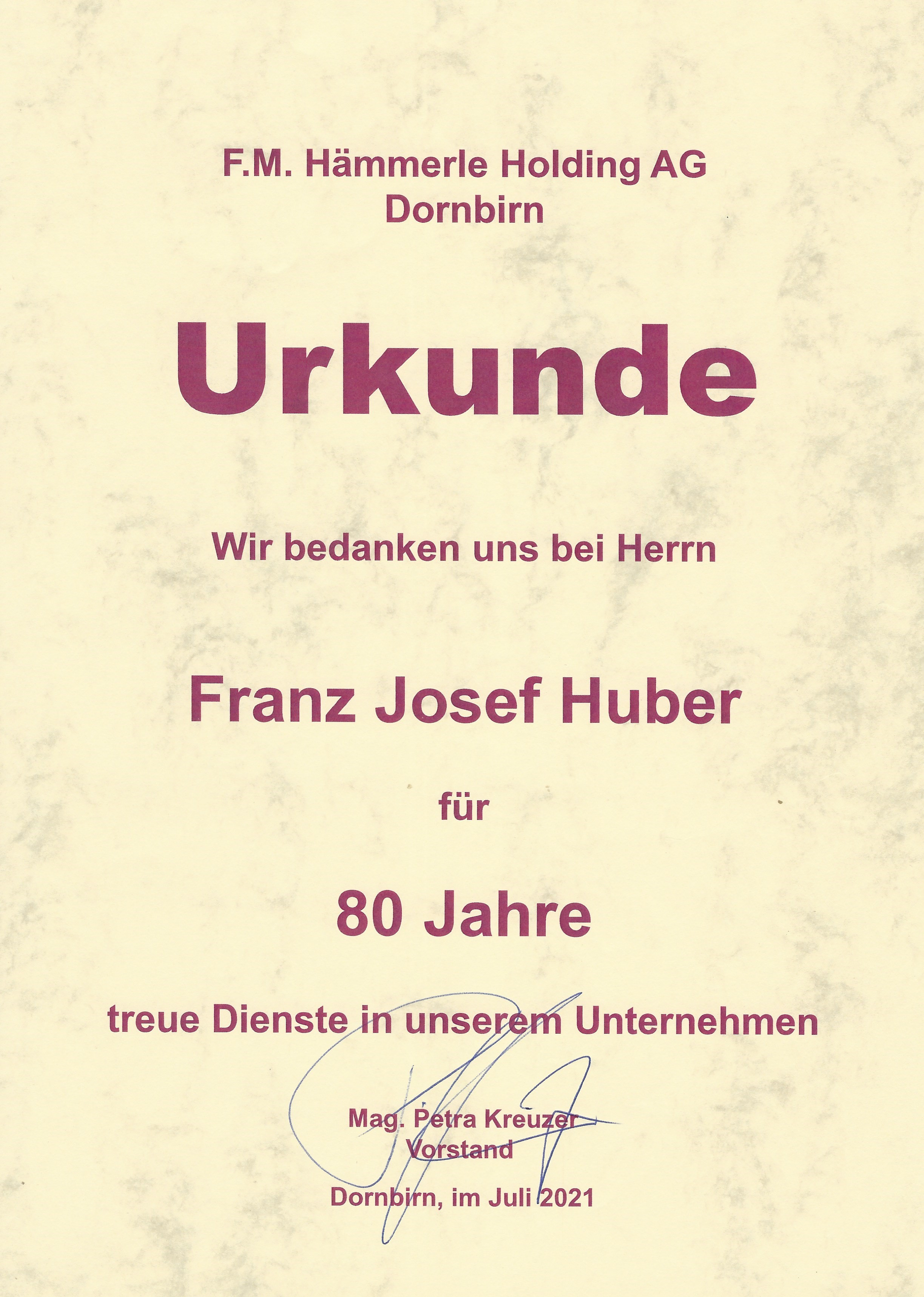
Ehrenurkunde zur 80-jährigen Betriebszugehörigkeit

Franz Josef Huber war vom 15. Juli 1941 bis 1. Mai 1944 bei der Firma F. M. Hämmerle als Lehrling für Elektrotechnik in Ausbildung und legte am 24. April 1944 die Facharbeiterprüfung als Betriebselektriker ab und war sodann bis 12. Juni Elektrogehilfe bei der Fa. Hämmerle. Er musste im Juni 1944 in den Kriegsdienst einrücken (Gebirgsjäger, Škofja Loka). Nach dem Zusammenbruch der nationalsozialistischen Diktatur und fünf Wochen Kriegsgefangenschaft begann er wieder als Betriebselektriker bei der Fa. Hämmerle zu arbeiten und legte am 30. Mai 1951 die Konzessionsprüfung für das Elektrotechnikgewerbe Unterstufe ab.
Er leitete von 1966 bis 1986 die Elektroabteilung der Fa. Hämmerle (ab 1. Juli 1979 Betriebsleiter für den Bereich Elektrotechnik und Elektronik) und feierte am 15. Juli 2021 das 80-jährige Firmenjubiläum. Bereits sein Großvater hatte 66 Jahre und sein Vater 45 Jahre bei der Fa. Hämmerle gearbeitet.
Franz Josef Huber war auch von 1969 bis 1986 als Mitglied und später auch als Vorsitzender in der Prüfungskommission der Vorarlberger Wirtschaftskammer in mehreren Fachbereichen tätig.

## Heimatkundliche Tätigkeit

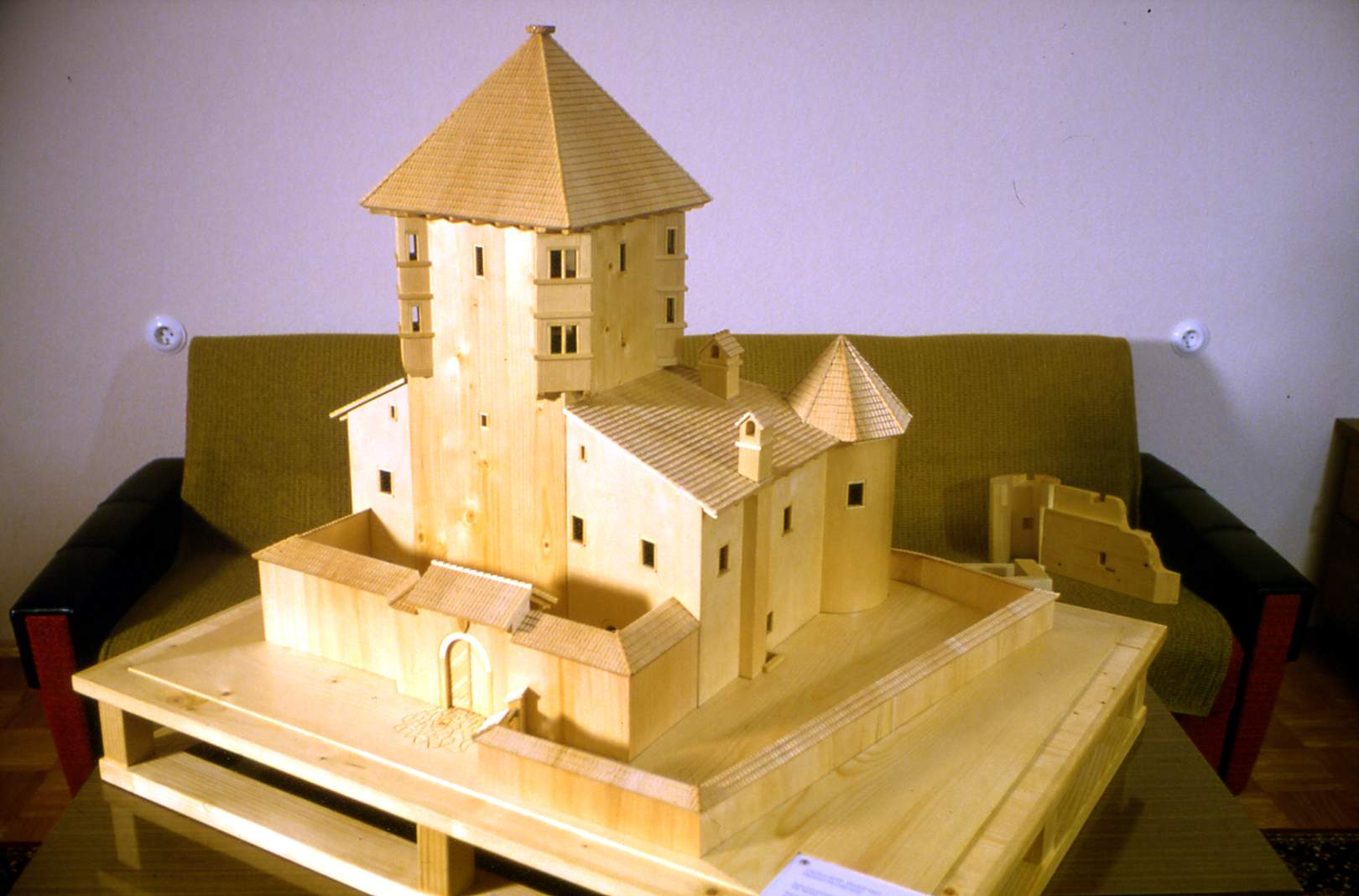
Ein von F. J. Huber erstelltes Modell von Schloss/Turm Obderdorf

Franz Josef Huber (vulgo: „Burgenhuber“) ist seit Jahrzehnten auch in der Heimatforschung mit dem Schwerpunkt Burgenkunde tätig und hat in diesem Zusammenhang eine Vielzahl von Aufsätzen in Fachzeitschriften geschrieben, Exkursionen und Vorträge gehalten und war in Radiointerviews zu hören sowie im Fernsehen und wurde so über die Grenzen mit der Erforschung und Restaurierung von verfallenen Burgen und Schlossanlagen bekannt.
Er ist seit 1962 Mitglied des Vorarlberger Landesmuseums-Vereins und von 1964 bis 31. Dezember 2008 Obmann des Burgenausschusses des Vorarlberger Landesmuseums und Gründungsmitglied des Dornbirner Heimatmuseumsvereins (1975). Im Rahmen seiner Tätigkeit als Obmann des Burgenausschusses wurden 13 Burgenrestaurierungen fachmännisch und möglichst originalgetreu durchgeführt. Hierzu wurden von ihm auch Versuche bezüglich der mittelalterlichen Bautechnik (z. B. hinsichtlich des verwendeten Mörtels) durchgeführt.

## Erfindungen

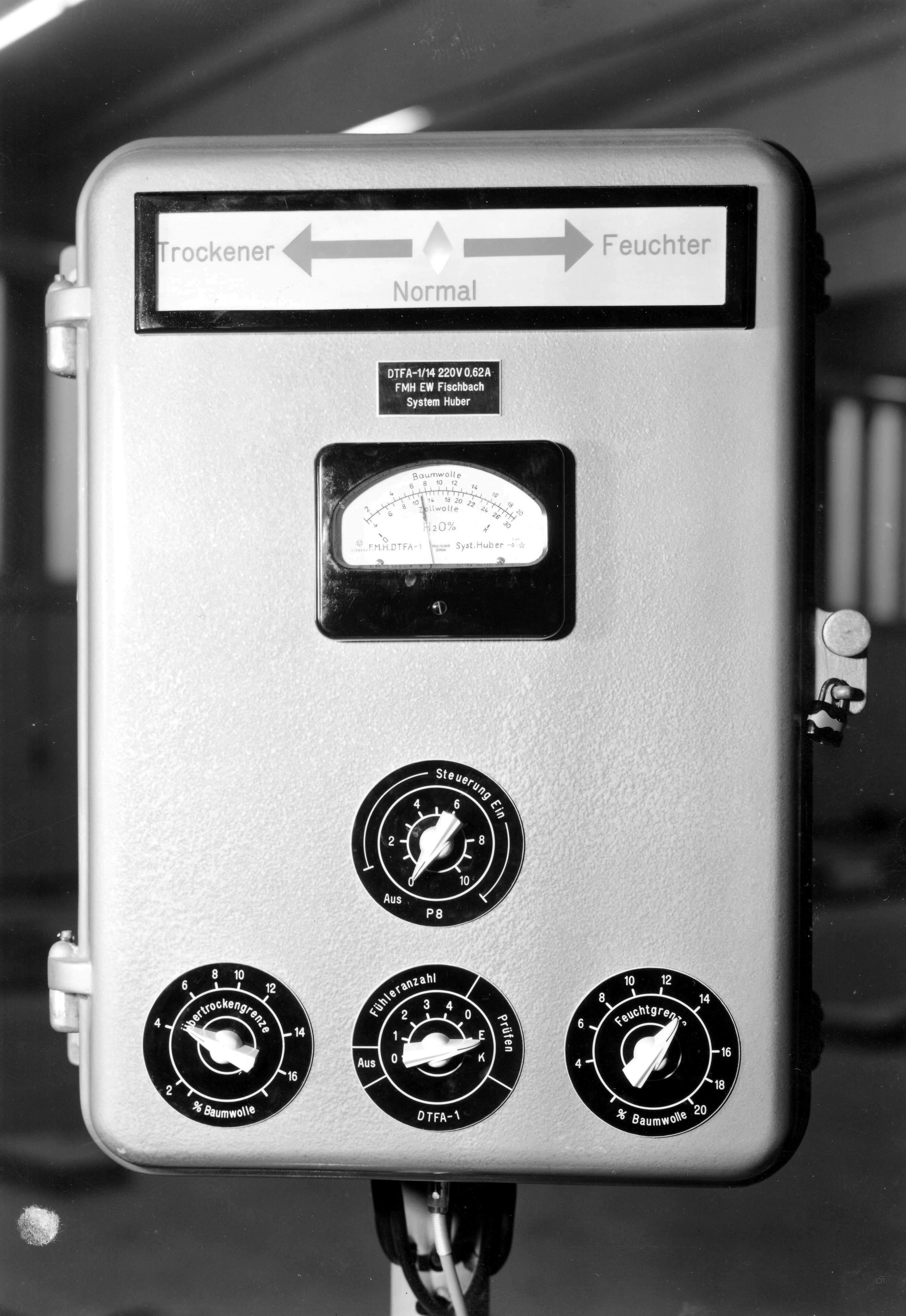
Stofffeuchtigkeitsmesser DTFA-1/14 System Huber

Franz Josef Huber erfand einen Feuchtigkeitsmesser (Stofffeuchtigkeitsmesser DTFA-1/14 System Huber), durch den die Produktion von Textilien durch die laufende Kontrolle der Restfeuchte an der laufenden Textilbahn wesentlich gesteigert werden konnte.

## Ehrungen
- Ehrenmitglied des Vorarlberger Landesmuseumsvereins, 2007[6]
- Ehrenmitgliedschaft beim Dornbirner Museumsverein, 2006
- Verleihung der Medaille für Verdienste um den Denkmalschutz durch das Bundesministerium für Unterricht, Österreich, 1998.
- Verleihung des Raitenauer Kulturpreis durch den Raitenauer Kulturkreis, 1994
- Verleihung des Verdienstzeichens des Landes Vorarlberg, 1991
- Verleihung der silbernen Mitarbeitermedaille in Würdigung besonderer Betriebstreue und beruflicher Leistungen in der gewerblichen Wirtschaft durch die Kammer der gewerblichen Wirtschaft für Vorarlberg, 1976.

## Werke

### Schriften
- Franz Josef Huber, Harald Rhomberg: Zum 200. Geburtstag des Textilunternehmers Franz Martin Hämmerle (1815–1878) (= Dornbirner Schriften. Band 45). Verlag Stadt Dornbirn – Stadtarchiv, Dornbirn 2016, ISBN 978-3-901900-51-8.
- Franz Josef Huber: Wenn die Sonne weint und der Regen lacht. 1. Auflage. Bucher Verlag, Dornbirn 2015, ISBN 978-3-99018-358-8.
- Franz Josef Huber: Das Dornbirner Gütle : am wilden Wasser. F.M. Hämmerle Holding AG (Hrsg.). 1. Auflage. Verlag Bucher, Dornbirn 2014, ISBN 978-3-99018-266-6.
- Franz Josef Huber: Die verlorene Zeit : Kriegstagebuch. Selbstverlag, Dornbirn 2010.
- Franz Josef Huber: Wo Graf und Ritter Burgen bauten (= Jahrbuch des Vorarlberger Landesmuseumsvereins). Vorarlberger Landesmuseumsverein 1857 – Freunde der Landeskunde, Bregenz 2010, ISBN 3-901803-11-4.
- Franz Josef Huber: Kleines Vorarlberger Burgenbuch. 2. Auflage. Buch Spezial, Dornbirn 1985, ISBN 3-900496-04-3.
- Franz Josef Huber: 100 Jahre Stromerzeugung und elektrisches Licht bei F.M. Hämmerle in Dornbirn : ein Beitrag zur Geschichte des Betriebes am Fischbach. Fa. Hämmerle (Hrsg.), Dornbirn 1985.

und zahlreiche Beiträge in Fachzeitschriften zur Burgenkunde etc.

### Hörfunk
- Die Burgen Vorarlbergs / Der Burgenforscher Franz Josef Huber, ORF Vorarlberg, Radio Vorarlberg, Dornbirn 1989.
- Franz Josef Huber über Franz Andreas von Raitenau / Lesung des Manuskripts Der Letzte seines Stammes, ORF Vorarlberg, Radio Vorarlberg, Dornbirn 1997.

und zahlreiche Exkursionen, Vorträge, Interviews etc. mit Übertragung in Radio Vorarlberg.

## Hörfunk und Film
- Die Verlorene Zeit : Ein Kriegstagebuch von Franz Josef Huber. Studiogespräch, ORF Vorarlberg, Radio Vorarlberg, Dornbirn 2010.
- „Burgen-Huber“ wird Ehrenmitglied des Vorarlberger Landesmuseumsvereins. ORF Vorarlberg, Dornbirn 2008.
- Franz Josef Huber : Ein Leben für Vorarlbergs Burgen. ORF Vorarlberg, Dornbirn 1997.